# Eulithis similis
Eulithis similis là một loài bướm đêm trong họ Geometridae.